# Lista odcinków serialu Sam i Cat
W artykule znajduje się lista odcinków serialu Sam i Cat, który emitowany jest w USA od 8 czerwca 2013 roku na amerykańskim Nickelodeon, a w Polsce od 28 września 2013 roku na kanale Nickelodeon Polska.

## Serie
| Seria | Odcinki | Premiera serii | Finał serii   | Premiera serii   | Finał serii      |
| ----- | ------- | -------------- | ------------- | ---------------- | ---------------- |
| 1     | 35      | 8 czerwca 2013 | 17 lipca 2014 | 28 września 2013 | 8 listopada 2014 |

## Spis odcinków
- Początkowo pierwsza seria była planowana na 20 odcinków, ale 11 lipca 2013 roku ogłoszono, że będzie się ona składać z 40 odcinków. Ostatecznie sezon pierwszy liczy 35 odcinków.

| 1 | Pilot #Pilot                                                                           | Steve Hoefer   | Dan Schneider                      | 8 czerwca 2013       | 28 września 2013     | 101 |
| Sam i Cat spotykają się w Hollywood. Cat spotyka dwóch chłopców, którzy szukają kota, Cat postanawia im w tym pomóc. Po chwili okazuje się, że kot chłopców znajdował się w kontenerze. Po oddaniu kota dla chłopców, podjeżdża śmieciarka, która opróżnia kontener, w którym znajdowała się Cat. Sam obserwowała sytuację, gdy śmieciarka opróżniła kontener, wraz z Cat, Sam natychmiast ruszyła w pomoc dla Cat, po czym po drabince, weszła na śmieciarkę i wskoczyła do środka śmieciarki. Sam uratowała Cat, po czym Cat oznajmiła, że spłaci dług, darem kąpieli. Po kąpieli Dice, wszedł do domu Sam i Cat i powiedział, że ma na sprzedaż włosy celebrytów, po chwili doznał olśnienia i podbiegł do Sam, której chciał obciąć włosy, natomiast w tym samym momencie Cat wąchała włosy Justina Biebera, Sam zgodziła się na obcięcie włosów. Później Bunia weszła na wózku i w worku, z dzieciakami, których pilnowała, po wydostaniu się oznajmiła, że przechodzi na emeryturę i idzie do Starych Akrów. Po szkole Cat, wróciła ze szkoły i krzyknęła do Buni, że przyniosła jej maść, natomiast Sam powiedziała Cat, że zawiozła Bunię do domu starców, Cat od razu kazała Sam iść z nią do Starych Akrów, po drodze spotkali podopiecznych Buni i postanowiły razem ich popilnować. W Starych Akrach, widać było, że Bunia jest bardzo zadowolona. Dzieciaki podczas drogi do Starych Akrów, uciekły dla Sam i Cat i poszły do Inside Out Burger, gdzie postanowili oszukać sprzedawcę, po oszukaniu sprzedawca zawołał kierownika, który gonił i gonił te dzieci, po czym się zmęczył i stracił przytomność. Sam i Cat po wizycie u Buni, zauważyły, że znikły dzieciaki i spytały się Dice’a (w drodze do domu), czy widział dzieciaki, on odpowiedział, że są w restauracji. Sam i Cat na miejscu uratowały kierownika, który oznajmił, że Sam i Cat mają darmowe jedzenie u nich, do końca swojego życia. Pod koniec Sam oznajmiła, że chcę zostać, Cat była uradowana i powiedziała, że jest to jej najlepszy dzień w życiu. |                                                                                        |                |                                    |                      |                      |     |
| 2 | Ulubiony program #FavoriteShow                                                         | Steve Hoefer   | Dan Schneider                      | 15 czerwca 2013      | 5 października 2013  | 102 |
| Sam i Cat zajmują się dwoma chłopcami. Jeden z nich jest bardzo ciekawy świata i zadaje mnóstwo pytań, a drugi wciąż chce się przytulać. W międzyczasie dziewczyny próbują uratować ulubiony program pod nazwą "Co za ciuch!” przed zdjęciem z anteny. |                                                                                        |                |                                    |                      |                      |     |
| 3 | Brytyjskie bingo #TheBritBrats                                                         | Adam Weissman  | Dan Schneider Jake Farrow          | 22 czerwca 2013      | 12 października 2013 | 104 |
| Opiekunki zajmują się dwiema doskonale wychowanymi Brytyjkami Gwen i Ruby. Okazuje się, że to mistrzynie oszustwa. Sam wybiera się do Starych Akrów, żeby odbyć prace społeczne, których wymaga jej internetowa szkoła. |                                                                                        |                |                                    |                      |                      |     |
| 4 | Beczący lokator #NewGoat                                                               | Steve Hoefer   | Dan Schneider Warren Bell          | 29 czerwca 2013      | 19 października 2013 | 103 |
| Przyjaciółki tym razem zajmują się małą kozą. W międzyczasie próbują zdobyć sympatię nieznośnego syna właściciela ich mieszkania, który chce je eksmitować. Z kolei Dice zostaje menedżerem niezbyt inteligentnego zawodnika MMA, Goomera. |                                                                                        |                |                                    |                      |                      |     |
| 5 | Mistrz SMSów #TextingCompetition                                                       | Russ Reinsel   | Dan Schneider Christopher J. Nowak | 13 lipca 2013        | 2 listopada 2013     | 108 |
| Sam potrafi bardzo szybko pisać SMS-y. Cat namawia ją, aby wzięła udział w specjalnym konkursie. W rywalizacji startuje także pełen uroku podopieczny opiekunek. Z kolei Dice próbuje uniknąć spotkania ze swoim dawnym przyjacielem. |                                                                                        |                |                                    |                      |                      |     |
| 6 | Wojna opiekunek #BabysitterWar                                                         | Steve Hoefer   | Dan Schneider Christopher J. Nowak | 20 lipca 2013        | 9 listopada 2013     | 105 |
| Między Sam i Cat dochodzi do kłótni. Dziewczyny próbują ustalić, która z nich jest lepszą opiekunką. Wkrótce zaczynają rywalizować o względy swoich nowych klientów, aby rozstrzygnąć spór. Starsza dziewczynka mówi że Sam, a chłopiec że Cat. Najmłodsza dziewczynka mówi że po co robić taką kłótnię bo oby dwie są fajnymi opiekunkami. |                                                                                        |                |                                    |                      |                      |     |
| 7 | Niania dla Goomera #GoomerSitting                                                      | Adam Weissman  | Dan Schneider Warren Bell          | 27 lipca 2013        | 16 listopada 2013    | 106 |
| Po nieobecność Dice’a Sam i Cat mają się zaopiekować Goomerem. Szybko pojawiają się komplikacje, gdy dziewczyny podają mu złe krople do oczu. Goomer traci wzrok tuż przed walką życia. |                                                                                        |                |                                    |                      |                      |     |
| 8 | Bobasy na ściance #ToddlerClimbing                                                     | Adam Weissman  | Dan Schneider Jake Farrow          | 3 sierpnia 2013      | 23 listopada 2013    | 107 |
| Pojawia się negatywna opinia o Sam i Cat. Za pomówienie odpowiada pewna agencja opiekunek. Dziewczyny muszą stawić czoło bezwzględnej konkurencji. |                                                                                        |                |                                    |                      |                      |     |
| 9 | Mama Goomera #MommaGoomer                                                              | Dan Frischman  | Dan Schneider Christopher J. Nowak | 10 sierpnia 2013     | 30 listopada 2013    | 111 |
| Z wizytą przychodzi mama Goomera. Kobieta nie zdaje sobie sprawy, że jej syn jest zawodnikiem MMA. Dice prosi o pomoc Sam i Cat. Chce, aby dziewczyny przekonały ją, że Goomer jest nauczycielem w liceum. |                                                                                        |                |                                    |                      |                      |     |
| 10 | Spot reklamowy #BabysittingCommercial                                                  | Steve Hoefer   | Dan Schneider Warren Bell          | 14 września 2013     | 8 lutego 2014        | 112 |
| Sam i Cat nakręcają reklamę z udziałem ukochanego psa Dice’a. Dziewczyny chcą w ten sposób rozkręcić biznes. Pewna rodzina rozpoznaje w czworonogu swojego zwierzaka. Uważając się za prawowitych właścicieli, pragną odzyskać zwierzę. |                                                                                        |                |                                    |                      |                      |     |
| 11 | Zemsta po brytyjsku #RevengeOfTheBritBrats                                             | Adam Weissman  | Dan Schneider Warren Bell          | 21 września 2013     | 25 stycznia 2014     | 109 |
| Wracają dwie brytyjskie oszustki, Gwen i Ruby. Wydają się przyjaźnie nastawione. W rzeczywistości jednak usiłują skłócić ze sobą Sam i Cat. Opiekunki w końcu orientują się w sytuacji. Dziewczyny postanawiają się zemścić. |                                                                                        |                |                                    |                      |                      |     |
| 12 | Tajemnica motocykla #MotorcycleMystery                                                 | Steve Hoefer   | Dan Schneider Jake Farrow          | 28 września 2013     | 22 grudnia 2013      | 110 |
| Cat intensywnie się uczy. Dziewczyna wypija zbyt dużo herbaty ziołowej, która ma jej pomóc w przyswajaniu wiedzy. Traci pamięć po kilku godzinach snu. Ponadto okazuje się, że zniknął motocykl Sam. Dziewczyny wspólnymi siłami próbują odnaleźć maszynę. |                                                                                        |                |                                    |                      |                      |     |
| 13 | Tajemniczy sejf #SecretSafe                                                            | Adam Weissman  | Dan Schneider Jake Farrow          | 5 października 2013  | 15 lutego 2014       | 113 |
| Sam udaje się otworzyć tajemniczy sejf, który znajduje się w jej szafie. Za jego drzwiami odkrywa tunel wiodący do sekretnego pomieszczenia. Tymczasem Cat postanawia nakręcić krótki film o samej sobie. |                                                                                        |                |                                    |                      |                      |     |
| 14 | Oscar pechowiec #OscarTheOuch                                                          | Russ Reinsel   | Dan Schneider Dave Malkoff         | 12 października 2013 | 1 marca 2014         | 115 |
| Pod opiekę Sam i Cat trafia wyjątkowy pechowy chłopiec, który wciąż ulega wypadkom. Koleżanki czeka prawdziwe wyzwanie. Muszą postarać się, aby ich podopieczny dobrze się bawił. Jednocześnie dziewczyny usiłują zapewnić mu bezpieczeństwo. |                                                                                        |                |                                    |                      |                      |     |
| 15 | Laleczka przychodzi w Halloween #DollSitting                                           | Steve Hoefer   | Dan Schneider Christopher J. Nowak | 19 października 2013 | 22 lutego 2014       | 114 |
| Halloween. Przyjaciółki tym razem mają zaopiekować się lalką. Zlecenie okazuje się wyjątkowo przerażające. Cat jest przekonana, że za sprawą magicznego zaklęcia przypadkowo zmieniła Dice’a w małpę. |                                                                                        |                |                                    |                      |                      |     |
| 16 | PeezyB #PeezyB                                                                         | Paul Coy Allen | Dan Schneider Jake Farrow          | 2 listopada 2013     | 30 marca 2014        | 119 |
| Sam zostaje asystentką wielkiej gwiazdy rapu - Peezy B. Osamotniona Cat uświadamia sobie, że samodzielna opieka nad dziećmi jest znacznie trudniejsza. |                                                                                        |                |                                    |                      |                      |     |
| 17 | SalmonCat #SalmonCat                                                                   | Russ Reinsel   | Dan Schneider Christopher J. Nowak | 9 listopada 2013     | 15 marca 2014        | 117 |
| Sam i Cat muszą zmienić nazwę swojej firmy z uwagi na podobieństwo do tytułu programu telewizyjnego „Salmon Cat” z lat siedemdziesiątych. Dziewczyny usiłują spotkać się z twórcami show, aby wyjaśnić sprawę. |                                                                                        |                |                                    |                      |                      |     |
| 18 | Bliźniaczoza #Twinfection                                                              | Steve Hoefer   | Dan Schneider Jake Farrow          | 16 listopada 2013    | 8 marca 2013         | 116 |
| Cat pragnie dowieść swojej inteligencji. W tym celu podstępnie oszukuje Sam. Wykorzystuje bliźniaków, którymi dziewczyny się opiekują. Koleżanka planuje zemstę. Pomaga jej w tym siostra, Melanie. |                                                                                        |                |                                    |                      |                      |     |
| 19 | Miś Poober #MyPoober                                                                   | Steve Hoefer   | Dan Schneider Warren Bell          | 23 listopada 2013    | 22 marca 2014        | 118 |
| Sam i Cat próbują zniechęcić swoją podopieczną do zabawy starym misiem o imieniu Poober. Zadanie jest znacznie trudniejsze niż na początku mogło się wydawać. |                                                                                        |                |                                    |                      |                      |     |
| 20 | Zagubiony pantofelek #MadAboutShoe                                                     | Steve Hoefer   | Dan Schneider Christopher J. Nowak | 30 listopada 2013    | 6 kwietnia 2014      | 120 |
| Cat szykuje specjalną kolację. Dziewczyna musi zacząć od początku przygotowywać posiłek, gdy Sam zjada wszystkie pulpeciki. Jej plany komplikuje także różowy bucik, który wisi samotnie na krzaku. Dziewczyna za wszelką cenę próbuje znaleźć drugi do pary. |                                                                                        |                |                                    |                      |                      |     |
| 21 | Zaczarowany bankomat #MagicATM                                                         | Adam Weissman  | Dan Schneider Christopher J. Nowak | 4 stycznia 2014      | 17 maja 2014         | 123 |
| Cat jest bardzo rozrzutna. Sam zastanawia się, skąd przyjaciółka bierze tak duże kwoty pieniędzy. Dziewczyna pokazuje jej bankomat, który uważa za zaczarowany. Urządzenie wypłaca dowolną sumę gotówki. Sam obawia się, że może to być niezgodne z prawem, jednak nie przeszkadza jej to w zdobywaniu pieniędzy w ten sposób. |                                                                                        |                |                                    |                      |                      |     |
| 22 | Lumperyk #Lumpatious                                                                   | Russ Reinsel   | Dan Schneider Jake Farrow          | 11 stycznia 2014     | 30 sierpnia 2014     | 122 |
| Przyjaciółki zakładają się z nieznośnym starszym bratem swojego podopiecznego, że słowo „lumperyk” naprawdę istnieje. Kiedy odkrywają, że nie mają racji, muszą wymyślić sposób, aby wprowadzić je do słownika. |                                                                                        |                |                                    |                      |                      |     |
| 23 | Skok przez tuńczyki: Freddie, Jade i Robbie #TheKillerTunaJump: #Freddie #Jade #Robbie | Adam Weissman  | Dan Schneider Warren Bell          | 18 stycznia 2014     | 3 maja 2014          | 999 |
| Sam zaprzyjaźnia się z Jade. Z tego powodu Cat czuje się odrzucona. W ramach zemsty postanawia nawiązać bliższą relację z dawną znajomą Sam. Niebawem dziewczyny zaczynają wciąż robić sobie na złość. Nota:W USA jest to godzinny odcinek specjalny. W Polsce został podzielony na dwie części. |                                                                                        |                |                                    |                      |                      |     |
| 24 | Dzień Yay #YayDay                                                                      | Steve Hoefer   | Dan Schneider Warren Bell          | 20 stycznia 2014     | 10 maja 2014         | 121 |
| Cat wymyśla święto o nazwie Dzień Jej!, które ma stanowić idealną wymówkę, aby kupić dla wszystkich prezenty. Odkrywa, że Sam przygotowała dla niej obraźliwą niespodziankę. |                                                                                        |                |                                    |                      |                      |     |
| 25 | Mózgokrusz #BrainCrush                                                                 | Dan Frischman  | Dan Schneider Jake Farrow          | 8 lutego 2014        | 6 października 2014  | 126 |
| Na rynku pojawia się nowa gra „Mózgokrusz”. Cat ma wystawić sztukę o Abrahamie Lincolnie. W tym czasie Sam i Cat próbują powstrzymać ludzi przed uzależnieniem od tej gry. |                                                                                        |                |                                    |                      |                      |     |
| 26 | Pyszny Blue Dog #BlueDogSoda                                                           | Adam Weissman  | Christopher J. Nowak Dan Schneider | 15 lutego 2014       | 7 października 2014  | 127 |
| Z produkcji wycofują ulubiony napój Sam, Cat i Dice’a. Przyjaciele postanawiają wznowić produkcję nielegalnie. Pod opiekę trafia syn policjanta który zajmuje się tą sprawą. |                                                                                        |                |                                    |                      |                      |     |
| 27 | To się wytnie #BlooperEpisode                                                          | Adam Weissman  | Dan Schneider Jake Farrow          | 22 lutego 2014       | 17 października 2014 | 128 |
| Ariana, Jennette, Cameron, Maree i Zoran idą do restauracji zjeść coś w przerwie. Próbują zamówić jedzenie, ale nie mogą. W tym czasie pokazują ścinki z serialu „Sam & Cat”. |                                                                                        |                |                                    |                      |                      |     |
| 28 | Lalka Fresno Girl #FresnoGirl                                                          | Steve Hoefer   | Dan Schneider Christopher J. Nowak | 15 marca 2014        | 8 października 2014  | 129 |
| Sam i Cat obiecują swojej podopiecznej, że jeśli poprawi swoje oceny, to kupią jej lalkę Fresno Girl. Kiedy jednak poprawia swoje oceny, Sam i Cat mają poważny problem finansowy. Tymczasem Goomer gubi swój szczęśliwy podkoszulek. |                                                                                        |                |                                    |                      |                      |     |
| 29 | Zapuszkowana #StucklnABox                                                              | Dan Frischman  | Dan Schneider Warren Bell          | 22 marca 2014        | 9 października 2014  | 130 |
| Dice i Goomer pokazują Sam i Cat magiczne pudło. Przez przypadek Dice więzi tam Cat. Nikt nie może otworzyć skrzyni. Sam i Cat zamierzają jechać do Wisconsin. |                                                                                        |                |                                    |                      |                      |     |
| 30 | Prawdziwa świrka #SuperPsycho                                                          | Steve Hoefer   | Dan Schneider Warren Bell          | 29 marca 2014        | 14 października 2014 | 133 |
| 31 | Uwaga, dron! #DroneBabyDrone                                                           | Russ Reinsel   | Dan Schneider Jake Farrow          | 12 kwietnia 2014     | 10 października 2014 | 131 |
| Firma Zapaton wprowadza front do przesyłek. Sam i Cat zamawiają dużo niepotrzebnych rzeczy na zapaton.com. Front narobił dużo szkic. Zagrały również bobasa którym opiekowała się dziewczyny. |                                                                                        |                |                                    |                      |                      |     |
| 32 | Problemy pierwszej klasy #FirstClassProblems                                           | Steve Hoefer   | Dan Schneider Christopher J. Nowak | 26 kwietnia 2014     | 13 października 2014 | 132 |
| Sam i Cat dostają pod opiekę dwoje dzieci z bogatej rodziny. Ich rodzice lecą na Bahamy. Płacą ogromną sumę opiekunkom aby to one poleciały z nimi pierwszą klasą. Dzieci z domu zapominają timerów. |                                                                                        |                |                                    |                      |                      |     |
| 33 | Nokaut #KnockOut                                                                       | Russ Reinsel   | Dan Schneider Jake Farrow          | 7 czerwca 2014       | 15 października 2014 | 134 |
| Sam nokautuje znaną zawodniczkę MMA Rite Rooney. Podoba się ona Goomerowi z wzajemnością. Sam przygotowuje się do walki z Ritą. Trenuje ją okropna Bobs Dixon. |                                                                                        |                |                                    |                      |                      |     |
| 34 | Daj się porwać #WeStealARockStar                                                       | Steve Hoefer   | Dan Schneider Christopher J. Nowak | 12 lipca 2014        | 8 listopada 2014     | 135 |
| 35 | Kariera na włosku #GettinWiggy                                                         | Russ Reinsel   | Dan Schneider Warren Bell          | 17 lipca 2014        | 16 października 2014 | 136 |